# Floyd Davis
Floyd Davis (Oakford (Illinois), 5 maart 1909 - Indianapolis (Indiana), 31 mei 1977) was een Amerikaans autocoureur. Hij werd co-winnaar van de Indianapolis 500 in 1941.
Davis reed in zijn carrière tussen 1935 en 1948 achttien wedstrijden uit het AAA-kampioenschap, de voorloper van de huidige IndyCar Series, waaronder vier keer de Indianapolis 500. Tijdens zijn eerste drie deelnames haalde hij geen top 10 finish. Tijdens de Indy 500 van 1941 vertrok hij van de zesde startrij. Tijdens de zestigste ronde moest Mauri Rose, die vanaf poleposition was vertrokken, opgeven wegens mechanische problemen aan zijn auto. In de 72e ronde nam Rose de wagen van Davis over, kwam in de 162e ronde aan de leiding van de race en reed de wagen naar de overwinning. Davis en Rose werden als co-winnaars aangeduid, de tweede en laatste keer in de geschiedenis van de Indy 500 dat dit gebeurde. Door de Tweede Wereldoorlog werden de volgende vier jaar geen races meer gereden en na de oorlog reed Davis nog enkele races, maar niet meer op de Indianapolis Motor Speedway. Hij overleed in 1977 op 68-jarige leeftijd.